# Charles Briot
Charles Auguste Briot (* 19. Juli 1817 in Saint-Hippolyte, Département Doubs; † 20. September 1882 in Bourg-d’Ault) war ein französischer Mathematiker, der sich mit Funktionentheorie beschäftigte.

## Leben
Briot war der Sohn eines Kaufmanns in der Gerbereiindustrie. Nach einem Unfall in seiner Kindheit hatte er einen steifen Arm und konzentrierte sich seinen Neigungen entsprechend auf die Mathematik, zusammen mit seinem Schulfreund Jean-Claude Bouquet, dem er aber zwei Jahre voraus war. 1837 machte er seinen Abschluss und unterrichtete ein Jahr, bevor er an den Prüfungen für die École normale supérieure (ENS) in Paris teilnahm, die er als Zweiter bestand. Seinen Abschluss (Agrégation) machte er 1841 als Erster. 1842 promovierte er, wie auch im selben Jahr sein Freund Bouquet. Danach arbeitete er als Gymnasiallehrer in Orléans, bevor er eine Stelle an der Universität Lyon annahm, wie auch sein Freund Bouquet, mit dem er von da an eng zusammenarbeitete. 1851 ging er nach Paris, wo er an Gymnasien unterrichtete, gab aber auch Kurse an der École polytechnique (auf die er seine Schüler in Spezialkursen an Gymnasien vorbereitete) und an der Fakultät der Wissenschaften. Ab 1864 war er Professor an der Sorbonne und an der École normale supérieure (Paris). 1867 wurde er zum korrespondierenden Mitglied der Göttinger Akademie der Wissenschaften gewählt.

## Werk
Briot war im Frankreich des 19. Jahrhunderts durch zahlreiche Lehrbücher bekannt, häufig mit Bouquet zusammen verfasst. Er arbeitete über elliptische Funktionen (Recherches sur la théorie des fonctions, 1859) und – inspiriert durch den mit ihm befreundeten Louis Pasteur – über theoretische Physik (Äthertheorien des Lichts in Essai sur la théorie mathématique de la lumière 1864, Wärmelehre in Théorie mécanique de la chaleur 1869). 1859 veröffentlichte er mit Briot Théorie des fonctions doublement périodiques (Mallet-Bachelier) und 1875 Théorie des fonctions elliptiques (Gauthier-Villars), beides weit verbreitete Lehrbücher über elliptische Funktionen, häufig nur kurz als „Briot-Bouquet“ bekannt.

## Auszeichnungen
1882 erhielt er den Poncelet-Preis der französischen Académie des sciences.